# هیداکی تاکدا
هیداکی تاکدا (انگلیسی: Hideaki Takeda؛ زادهٔ ۲۲ مهٔ ۱۹۸۵) بازیکن فوتبال اهل ژاپن است.
از باشگاه‌هایی که در آن بازی کرده‌است می‌توان به باشگاه فوتبال ماتسوموتو یاماگا و باشگاه فوتبال نومه کالیو اشاره کرد.